# Gugark
Gugark (armenisch Գուգարք), bis zum 25. Mai 1983 Meghrut, ist ein größeres Dorf in der armenischen Provinz Lori, welches nach der großarmenischen Provinz Gugark benannt wurde. Es liegt nahe Wanadsor und befindet sich etwa 2 km süd-östlich des Flusses Debed.
Gugark war zu Zeiten der Armenischen SSR Zentrum des Distriktes Gugark, welcher 1988 Schauplatz eines gegen Aserbaidschaner gerichteten Pogromes wurde.

## Demografie
Ein Teil der Bewohner Gugarks migrierte in das Dorf aus den Regionen Bergkarabach und Tawusch.
| Jahr | Bevölkerung |      | Jahr  | Bevölkerung |
| ---- | ----------- | ---- | ----- | ----------- |
| 1831 | 105         | 1959 | 1.901 |             |
| 1873 | 643         | 1970 | 2.236 |             |
| 1897 | 1.125       | 1979 | 3.206 |             |
| 1919 | 1.360       | 2001 | 5.665 |             |
| 1926 | 1.507       | 2004 | 5.594 |             |
| 1939 | 1.943       | 2011 | 4.278 |             |

## Wirtschaft
Die Wirtschaft Gugarks ist größtenteils landwirtschaftlich geprägt. Die Landfläche des Dorfes beträgt etwa 2.158 Hektar, von denen 195 ha als Ackerland, 240 ha als Wiesen, 700 ha als Weiden und 20 ha als Obstgärten genutzt werden. Angebaut werden in Gugark unter anderem Weizen, Gerste, Kartoffeln, Kohl, Melonen und Kürbisse, während durch die Tierzucht auch Milch, Fleisch, Wolle, Eier und Honig produziert werden.

## Sehenswürdigkeiten
In Gugark befindet sich die St. Sarkis-Kirche, welche im 19. Jahrhundert errichtet wurde.

## Bildung
2013 befanden sich in Gugark ein Kindergarten, der von 35 Kindern besucht wurde, sowie zwei Hochschulen mit insgesamt 842 Schülern, ein Kulturhaus, eine Sport- und eine Musikschule und eine Bibliothek.

## Galerie

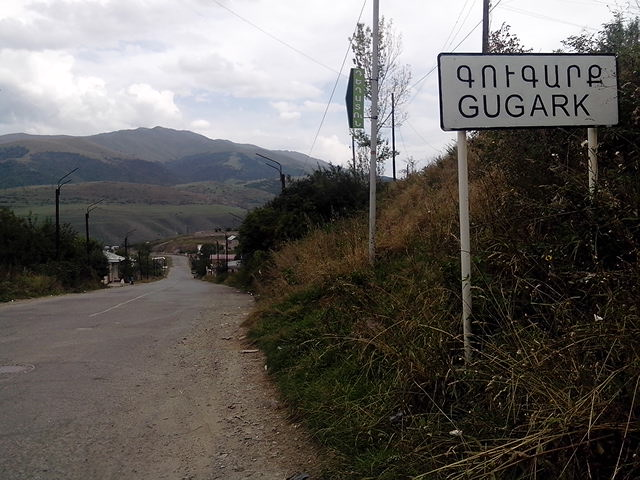
Ortseingang Gugarks
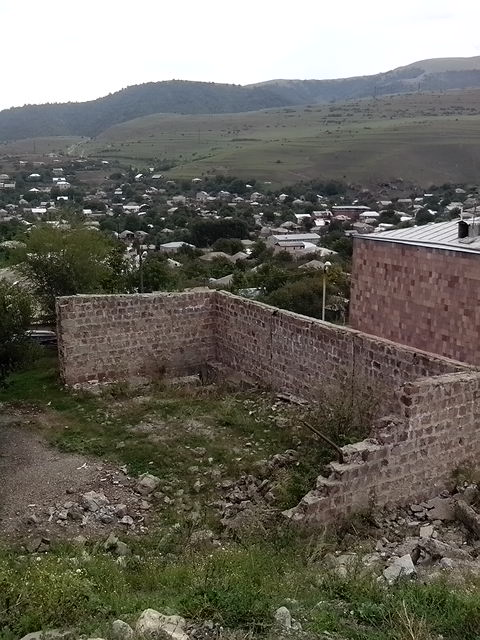
Blick über Gugark